# Ozdobnik wspaniały
Ozdobnik wspaniały (Ptiloris magnificus) – gatunek średniej wielkości ptaka z rodziny cudowronek (Paradisaeidae).
Podgatunki
Wyróżnia się dwa podgatunki L. magnificus:
- P. magnificus alberti – północno-wschodnia Australia.
- P. magnificus magnificus – zachodnia i środkowa Nowa Gwinea.

Dawniej uważany był za jeden gatunek z ozdobnikiem małym (P. victoriae), a także z ozdobnikiem tarczowym (P. intercedens).
Morfologia

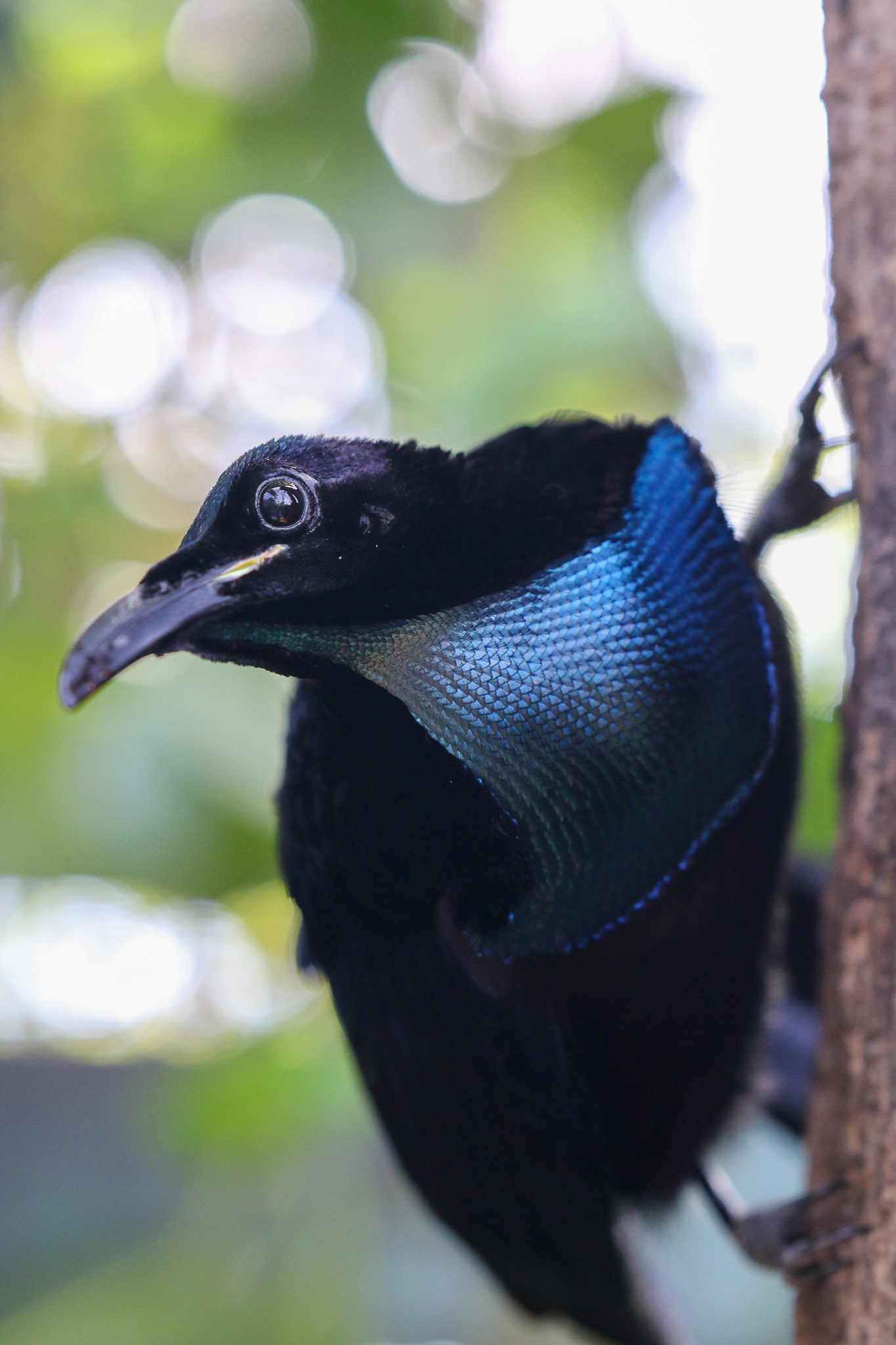
Samiec

Długość ciała: samiec 34 cm, samica 28 cm. Masa ciała: samiec 143–230 g; samica 94–185 g.
Samiec czarny; czoło, pierś i ogon opalizująco niebieskozielone. Po bokach tułowia długie, nitkowate pióra. Samica szarobrązowa z wierzchu, cynamonowa na skrzydłach, spód ciała jasny w delikatne ciemne prążki. Długi oraz zakrzywiony dziób.
Zasięg, środowisko
Nowa Gwinea i północno-wschodnia Australia; lasy deszczowe.
Zachowanie
Samiec podczas toków przede wszystkim pokazuje swoją mieniącą się pierś. Łowi owady na korze, często wspina się w tym celu na pnie martwych drzew, często zrywa owoce.
Status
Międzynarodowa Unia Ochrony Przyrody (IUCN) uznaje ozdobnika wspaniałego za gatunek najmniejszej troski (LC – least concern) nieprzerwanie od 1988 roku. Liczebność populacji nie została oszacowana, ale ptak ten opisywany jest jako pospolity na większości swego zasięgu występowania. Trend liczebności populacji uznawany jest za spadkowy.